# Eszter Muhari
Eszter Muhari (Budapest, 30 settembre 2002) è una schermitrice ungherese, specializzato nella spada.
Nel giugno 2024, ai campionati europei di Basilea vince la medaglia d'argento a squadre insieme a Kinga Dékány, Tamara Gnám e Blanka Nagy, perdendo in finale contro la squadra italiana.
Il 28 luglio successivo, ai Giochi olimpici di Parigi 2024, sconfigge in successione la cinese Junyao Tang, la coreana ex campionessa mondiale Song Se-ra e ai quarti di finale l'altra cinese Sihan Yu. Giunta in semifinale, viene sconfitta per 15 a 8 dalla francese Auriane Mallo-Breton, ma nella finale per il bronzo supera alla stoccata decisiva l'estone Nelli Differt vincendo la sua prima medaglia olimpica.

## Palmarès
In carriera ha ottenuto i seguenti risultati:
Giochi olimpici
Individuale
 Bronzo nella spada a Parigi 2024
A squadre
-
Europei
Individuale
-
A squadre
 Argento nella spada a Basilea 2024
Giochi europei
Individuale
A squadre
- Argento nella spada a Cracovia 2023

Giochi mondiali universitari
Individuale
-
A squadre
- Bronzo nella spada a Chengdu 2021